# Кясиярви
Кясиярви — пресноводное озеро на территории Кестеньгского сельского поселения Лоухского района Республики Карелии.

## Общие сведения
Площадь озера — 4,1 км², площадь водосборного бассейна — 40,7 км². Располагается на высоте 264,8 метров над уровнем моря.
Форма озера лопастная, продолговатая: оно более чем на пять километров вытянуто с юго-запада на северо-восток. Берега каменисто-песчаные, преимущественно возвышенные.
С юга в Кясиярви впадает протока, вытекающая из озера Куопсуярви.
Через Кясиярви течёт река Вуоснайоки, впадающая в реку Кутсайоки, которая, в свою очередь, впадает в реку Тумчу.
В озере расположено около десятка безымянных островов различной площади, рассредоточенных по всей площади водоёма.
С востока к Кясиярви подходит просёлочная дорога.
Населённые пункты вблизи водоёма отсутствуют.
Код объекта в государственном водном реестре — 02020000511102000001120.